# Joaquín Turina
Joaquín Turina (født 9. december 1882 i Sevilla, død 14. januar 1949 i Madrid) var en spansk komponist.
Turina studerede i sin ungdom i Sevilla og Madrid, men flyttede i 1905 til Paris, hvor han studerede under Vincent d'Indy på dennes musikskole, Schola Cantorum.
Turina tog i 1914 tilbage til Madrid, hvor han fra 1931 blev professor i komposition på Madrids kongelige musikkonservatorium.
Turina har komponeret en symfoni, Sinfonia Sevilla, som nok er hans mest kendte værk, og orkesterværker, klaverværker, guitarværker, operaer og kammermusik.

## Udvalgte værker
- Symfoni "Sevilla" (1920) – for orkester
- "Symfonisk rapsodi" (1934) – for orkester
- "Fantastisk dans" (1919) – for klaver og orkester
- "Margot" (1914) – opera
- "Orientens have" (1923) – opera
- "Sevillana fantasi" (1923) - for guitar
- "Hyldest til Tárrega" (1932) - for guitar
- "Digt af en Saluqueña" (1924) - for violin og klaver